# Кларксвил (Тенеси)
Кларксвил (енгл. Clarksville) град је у америчкој савезној држави Тенеси.

## Демографија
По попису из 2010. године број становника је 132.929, што је 29.474 (28,5%) становника више него 2000. године.
| Група             | 2000.          | 2010.          |
| Белци             | 67.562 (65,3%) | 81.165 (61,1%) |
| Афроамериканци    | 24.030 (23,2%) | 30.798 (23,2%) |
| Азијати           | 2.233 (2,2%)   | 3.093 (2,3%)   |
| Хиспаноамериканци | 6.241 (6,0%)   | 12.302 (9,3%)  |
| Укупно            | 103.455        | 132.929        |